# Ampulex longicollis
Ampulex longicollis är en  stekelart som beskrevs av Cameron 1902. Ampulex longicollis ingår i släktet Ampulex och familjen Ampulicidae. Inga underarter finns listade i Catalogue of Life.